# Erick Espinosa
Erick Oswaldo Espinosa Delgadillo (Guadalajara, México, el 13 de enero de 1980) es un ex-futbolista mexicano que se desempeñaba como centrocampista o defensa. 

## Trayectoria
Defensa central o medio de contención que debuta con el Deportivo Toluca en el invierno de 2000 y poco a poco se gana su regularidad en el cuadro escarlata convirtiéndose rápidamente en un jugador regular hasta ser pieza importante del esquema rojo.
Fue campeón con el equipo choricero en el 2002 y el 2005. 

### Clubes
| Club                 | País                | Año         | Partidos | Goles | Media |
| -------------------- | ------------------- | ----------- | -------- | ----- | ----- |
| Deportivo Toluca     | México              | 2000 - 2007 | 226      | 8     | 0.04  |
| Atlético Mexiquense  | México              | 2007 - 2008 | 21       | 2     | 0.1   |
| C.D. Veracruz        | México              | 2008 - 2009 | 34       | 1     | 0.03  |
| Correcaminos U.A.T.  | México              | 2009 - 2010 | 20       | 0     | 0     |
| Alacranes de Durango | México              | 2010 - 2011 | 31       | 0     | 0     |
| Total en su carrera  | Total en su carrera | 2000-2011   | 332      | 11    | 0.03  |

#### Estadísticas
La siguiente tabla detalla los encuentros disputados y los goles marcados en los clubes en los que ha militado.

| Deportivo Toluca · México | 1.ª                 |                     |     |   |    |   |    |   |     |    |
| Deportivo Toluca · México | 1.ª                 | 2000-01             | 27  | 2 | -  | - | 6  | 1 | 34  | 3  |
| Deportivo Toluca · México | 1.ª                 | 2001-02             | 35  | 2 | 4  | 0 | -  | - | 39  | 2  |
| Deportivo Toluca · México | 1.ª                 | 2002-03             | 44  | 1 | 4  | 0 | 7  | 1 | 55  | 2  |
| Deportivo Toluca · México | 1.ª                 | 2003-04             | 32  | 0 | 2  | 0 | -  | - | 34  | 0  |
| Deportivo Toluca · México | 1.ª                 | 2004-05             | 11  | 0 | 2  | 0 | -  | - | 13  | 0  |
| Deportivo Toluca · México | 1.ª                 | 2005-06             | 9   | 0 | -  | - | 3  | 0 | 12  | 0  |
| Deportivo Toluca · México | 1.ª                 | 2006-07             | 32  | 1 | 2  | 0 | 5  | 0 | 39  | 1  |
| Deportivo Toluca · México | 1.ª                 | 2007                | 1   | 0 | -  | - | -  | - | 1   | 0  |
| Deportivo Toluca · México | 1.ª                 | Total               | 191 | 6 | 14 | 0 | 21 | 2 | 226 | 8  |
| Atlético Mexiquense · México | 2.ª                 |                     |     |   |    |   |    |   |     |    |
| Atlético Mexiquense · México | 2.ª                 | 2007-08             | 21  | 2 | -  | - | -  | - | 21  | 2  |
| Atlético Mexiquense · México | 2.ª                 | Total               | 21  | 2 | -  | - | -  | - | 21  | 2  |
| C.D. Veracruz · México | 2.ª                 |                     |     |   |    |   |    |   |     |    |
| C.D. Veracruz · México | 2.ª                 | 2008-09             | 34  | 1 | -  | - | -  | - | 34  | 1  |
| C.D. Veracruz · México | 2.ª                 | Total               | 34  | 1 | -  | - | -  | - | 34  | 1  |
| Correcaminos U.A.T. · México | 2.ª                 |                     |     |   |    |   |    |   |     |    |
| Correcaminos U.A.T. · México | 2.ª                 | 2009-10             | 20  | 0 | -  | - | -  | - | 20  | 0  |
| Correcaminos U.A.T. · México | 2.ª                 | Total               | 20  | 0 | -  | - | -  | - | 20  | 0  |
| Alacranes de Durango · México | 2.ª                 |                     |     |   |    |   |    |   |     |    |
| Alacranes de Durango · México | 2.ª                 | 2010-11             | 31  | 0 | -  | - | -  | - | 31  | 0  |
| Alacranes de Durango · México | 2.ª                 | Total               | 31  | 0 | -  | - | -  | - | 31  | 0  |
| Total en su carrera | Total en su carrera | Total en su carrera | 297 | 9 | 14 | 0 | 21 | 2 | 332 | 11 |
| (1)Incluye datos de la Pre Pre Libertadores (2001 y 2002), InterLiga (2004 y 2005) y del Campeón de Campeones (2006). (2)Incluye datos de la Copa Merconorte (2000), Concacaf Liga de Campeones (2003), Copa Sudamericana (2006) y la Copa Libertadores (2007). |                     |                     |     |   |    |   |    |   |     |    |

## Selección nacional
Participó con la Selección Mexicana en la Copa de Oro al mando de Javier Aguirre.

### Participaciones en fases finales
| Competición            | Categoría | Sede           | Resultado        | Partidos |
| ---------------------- | --------- | -------------- | ---------------- | -------- |
| Copa Oro CONCACAF 2002 | Absoluta  | Estados Unidos | Cuartos de final | 1        |
| Total                  | –         | –              | –                | 1        |

### Partidos internacionales
| # | Fecha               | Rival       | Sede     | Estadio           | Resultado | Competición   |
| - | ------------------- | ----------- | -------- | ----------------- | --------- | ------------- |
| 1 | 19 de enero de 2002 | El Salvador | Pasadena | Estadio Rose Bowl | 1 - 0     | Copa Oro 2002 |

## Títulos

### Campeonatos nacionales
| Título               | Club             | País   | Año  |
| -------------------- | ---------------- | ------ | ---- |
| Torneo Apertura      | Deportivo Toluca | México | 2002 |
| Torneo Apertura      | Deportivo Toluca | México | 2005 |
| Campeón de Campeones | Deportivo Toluca | México | 2006 |

### Campeonatos internacionales
| Título                  | Club             | País   | Año  |
| ----------------------- | ---------------- | ------ | ---- |
| Copa Campeones CONCACAF | Deportivo Toluca | México | 2003 |

Otros logros
- Subcampeón del Torneo Apertura 2006 con el Deportivo Toluca.